# Okres Kazincbarcika
Okres Kazincbarcika (maďarsky Kazincbarcikai járás) je okres v severovýchodním Maďarsku v župě Borsod-Abaúj-Zemplén. Rozloha okresu je 341,72 km² a žilo zde počátkem roku 2012 celkem 65 828 obyvatel. Jeho správním centrem je město Kazincbarcika.
Sousedními okresy jsou: Edeleny na severu a východě, Miskolc na jihovýchodě, Bélapatfalva na jihozápadě a Ózd na západě.
Územím protéká od západu k východu řeka Sajó. Souběžně s touto řekou prochází silnice č.26 a také železniční trať Miskolc - Ózd.

## Sídla
| Jméno obce      | Typ obce  | Obyvatel (1.1.2012) | Rozloha (km²) |  |  | Jméno obce  | Typ obce | Obyvatel (1.1.2012) | Rozloha (km²) |
| --------------- | --------- | ------------------- | ------------- |  |  | ----------- | -------- | ------------------- | ------------- |
| Kazincbarcika   | okr.město | 28 664              | 36,67         |  |  | Kurityán    | vesnice  | 1 598               | 7,54          |
| Rudabánya       | město     | 2 488               | 16,46         |  |  | Mályinka    | vesnice  | 475                 | 24,21         |
| Sajószentpéter  | město     | 11 965              | 34,85         |  |  | Nagybarca   | vesnice  | 1 049               | 14,39         |
| Izsófalva       | městys    | 1 739               | 9,41          |  |  | Ormosbánya  | vesnice  | 1 670               | 7,54          |
| Múcsony         | městys    | 3 095               | 17,54         |  |  | Rudolftelep | vesnice  | 714                 | 4,39          |
| Alacska         | vesnice   | 748                 | 8,56          |  |  | Sajógalgóc  | vesnice  | 365                 | 10,12         |
| Alsótelekes     | vesnice   | 135                 | 6,44          |  |  | Sajóivánka  | vesnice  | 605                 | 10,23         |
| Bánhorváti      | vesnice   | 1 335               | 28,48         |  |  | Sajókaza    | vesnice  | 3 403               | 30,72         |
| Berente         | vesnice   | 1 117               | 9,22          |  |  | Szuhakálló  | vesnice  | 946                 | 6,96          |
| Dédestapolcsány | vesnice   | 1 426               | 29,43         |  |  | Tardona     | vesnice  | 1 011               | 12,29         |
| Felsőtelekes    | vesnice   | 683                 | 8,45          |  |  | Vadna       | vesnice  | 597                 | 7,82          |